# Vize Gerarda
 Vize Gerarda (v originále Visions of Gerard) je kniha amerického spisovatele Jacka Kerouaca. Je to jediná Kerouacova kniha, kde se zabývá vlastním dětstvím spojeným se smrtí jeho osmiletého bratra Gerarda. V době smrti Gerarda byly Kerouacovi čtyři roky. Bratrova smrt měla na pozdější Kerouacovu práci značný vliv.
Následující tabulka znázorňuje jména postav z knihy Vize Gerarda a jejich skutečné předlohy osobností z Kerouacova okolí.
| Skutečná osoba | Jméno v knize     |
| -------------- | ----------------- |
| Jack Kerouac   | Jack Duluoz       |
| Leo Kerouac    | Emil "Pop" Duluoz |
| Gerard Kerouac | Gerard Duluoz     |